# 9256 Tsukamoto
A 9256 Tsukamoto (ideiglenes jelöléssel 1324 T-2) a Naprendszer kisbolygóövében található aszteroida. Cornelis Johannes van Houten, Ingrid van Houten-Groeneveld és Tom Gehrels fedezte fel 1973. szeptember 29-én.